# Märit Carlsson
Märit Carlsson, Märit Margareta Karlsson, född 7 april 1951 i Karlskrona, död 16 september 2007 i Jönköping, var en svensk skådespelare.
Carlsson utbildade sig vid Statens scenskola i Göteborg och arbetade sedan några år i fria grupper. År 1981 anställdes hon vid Jönköpings länsteater – som senare blev Smålands Musik och Teater.
Hon uppmärksammades för Donna av Dario Fo och Shirley Valentine, som spelades i Jönköping under flera år och även turnerade över hela landet. Senare framgångar var enmansföreställningen Det mest förbjudna av Kerstin Thorvall, En vintersaga av Shakespeare och sin gestaltning av Harpagon i Den girige av Molière.
Hon var från 1990 gift med radioprataren, universitetsadjunkten Dan Ekström (f 1943) som varit musiker i bandet New Creation.

## Filmografi
- 1996 – Stengrunden
- 1996 – De største helte

### Fotnoter
1. 1 2  Sveriges befolkning 1990, CD-ROM, version 1.00, Riksarkivet (2007)
2. ↑  Sveriges Dödbok 1901-2009, CD-ROM, version 5.00, Sveriges Släktforskarförbund